# حسين مروة
الدكتور حسين مروّة، (1910 - 17 فبراير 1987)، هو مفكر وفيلسوف وباحث،  وعضو اللجنة المركزية للحزب الشيوعي اللبناني سابقاً قيادي شيوعي بارز في لبنان والعالم العربي له العديد من المؤلفات ويعدّ أبرزها وأكثرها شهرة على الإطلاق كتاب النزعات المادية في الفلسفة العربية الإسلامية الذي صدر في العام 1978، وأثار جدلا كبيراً في حينه. ترأس تحرير مجلة الطريق الثقافيّة من العام 1966 حتى شباط 1987 (تاريخ استشهاده) كما كان عضواً في مجلس تحرير مجلّة النهج الصادرة عن مركز الأبحاث والدراسات الاشتراكية في العالم العربي. شارك في تأسيس اتحاد الكتاب اللبنانيين في العام 1948.
اغتيل حسين مروّة في منزله في منطقة الرملة البيضاء (بيروت) في 17 شباط (فبراير) 1987. ومُنح في العام 1980 جائزة لوتُس العالمية للأدب، وهي الجائزة التي يمنحها اتحاد كتّاب آسيا وأفريقيا.

## سيرته
ولد حسين مروّة عام 1910 في قرية حداثا في جنوب لبنان، بحسب السجلات الرسمية، ولكنّ مروّة روى أن تاريخ ميلاده الحقيقي هو العام 1908. أرسله والده إلى العراق عام 1924 لدراسة العلوم الإسلامية في جامعة النجف، وأنهى دراسته فيها عام 1938. درّس مادة فلسفة الفكر العربي في الجامعة اللبنانية في بيروت، وحاز على شهادة دكتوراه فخرية من موسكو.
تزوّج من ابنة بنت عمّه فاطمة بزّي وأنجب تسعة أولاد هم نزار مروّة، حسان، أحمد، أمل، سحبان، هناء، فريدة، هدى ويسر.

## نشاطه السياسي والثقافي
بدأ مروّة اهتماماته بالكتابة الأدبيّة منذ سنوات دراسته الأولى في العشرينيات، فكتب المقالة والقصة والنقد والبحث، كما كتب بعض الشعر. بداية اطلاعه على الفكر الماركسي كانت عام 1948 عبر قراءة «البيان الشيوعي» الذي أعاره إيّاه حسين محمد الشبيبي (أحد مؤسسي الحزب الشيوعي العراقي).
شارك أدبياً واعلامياً وعملياً في أحداث الوثبة الوطنية العراقية عام 1948، التي أسقطت معاهدة بورستموث البريطانية مع حكومة العهد الملكي. وإثر عودة نوري السعيد إلى الحكم في العراق عام 1949، فاتخذ السعيد القرار بإبعاده من العراق فوراً مع عائلته، ونزع الجنسية العراقية التي كان قد اكتسبها أثناء مكوثه أكثر من عشرين عاماً في العراق. عاد مروّة في شتاء عام 1949 إلى بيروت حيث واصل الكتابة الأدبية في زاويته اليومية «مع القافلة» في جريدة الحياة لمدة سبع سنوات.
تعرّف في العام 1950 إلى فرج الله الحلو وأنطون تابت ثم إلى محمد دكروب، ونتج من هذا التعارف تأسيس مجلّة الثقافة الوطنية التي أصبح مروّة مديراً لتحريرها إلى جانب دكروب.
انتظم رسمياً في الحزب الشيوعي اللبناني في العام 1951. انضم إلى قوات أنصار السلم (تجمعّ الأحزاب الشيوعية العربية لتحرير فلسطين) في العام 1952. انتخب عام 1965 عضواً في اللجنة المركزية للحزب الشيوعي اللبناني وبعدها عضواً في المكتب السياسي.

## مؤلفاته
- قضايا أدبية (1956)[12]
- الثورة العراقية (1958)[13]
- دراسات نقدية في ضوء المنهج الواقعي (1965)[14]
- النزعات المادية في الفلسفة العربية والإسلاميّة (جزءان) (1978) - عدة طبعات [15]
- دراسات في الإسلام (مع آخرين) (1980) [16]
- تراثنا كيف نعرفه (1985)[17]
- ولدت شيخاً وأموت طفلاً (سيرة ذاتية) (1990)
- دراسات في الفكر والأدب (1993)[18]

## كتب عنه
- شهادات في فكره ونضاله (عدد من المفكرين الماركسيين والأدباء) [19]
- سلسلة مقالات في مجلات الطريق والنهج والوقت
- حسـين مروّة الموقف والمفكر (بدأها مهدي عامل واغتيل قبل أن يكمل كلمته في رفيق دربه)
- التراث العربي والعقل المادي: قراءة في فكر حسين مروّة. د. موسى برهومة. دار التنوير، 2017.[20]
- حسين مروّة في مسيرته النضالية (1997) [21]
- حسين مروّة: كلمات حيّة (2012) [22]
- سيرة حسين مروّة كما أرادها أن تكتب: ولدت رجلاً وأموت طفلاً (2018) [23][24]
- النزعات المادية في الإسلام والتأسيس للعقل العربي المعاصر (2017)[25]

## وصلات خارجية
- مكتبة الشيوعيين العرب
- ترجمة حسين مروة في معجم البابطين
- رابطة ادباء الشام
- مقالاته في جريدة النداء